# Rosamond M. Vanderburgh
Rosamond M. Vanderburgh, Rosamond M. Vanderburgh Salerno eller Rosamond Moate Vanderburgh (født 2. oktober 1926, død 2. juli 2011 i Ontario) var en canadisk forfatter.
Vanderburgh fik i 1948 sin BA hos Radcliffe College, og dimitterede i 1951 for sin MA fra Northwestern University og i 1989 fik hun sin ph.d. fra University of Pennsylvania.
Vandenburgh er blandt andet kendt for sin bog Shamanens datter (Engelsk: Shaman's Daughter) som hun skrev med forfatteren Nan F. Salerno. Bogen blev udgivet i 1980, og oversat til dansk af Arne Herløv Petersen og udgivet i 1982.

## Værker
- Shamanens datter (1980/1982)[3]
- I am Nokomis, too: The biography of Verna Patronella Johnston (1977)[4]